# Пам'ятки архітектури національного значення Чернігівської області
Список пам'яток архітектури в Чернігівській області

## м.Чернігів
| 3371 | Спасо-Преображенський собор (мур.)                      | 1036 р.                | Вал                     |
| 3372 | Борисоглібський собор (мур.)                            | 1120-1123 рр.          | Вал                     |
| 3373 | Колегіум (мур.)                                         | к.16 ст.-1702 р.       | вул. К. Маркса, 1       |
| 3374 | Будинок полкової канцелярії (мур.)                      | к.17 ст.<              | Вал                     |
| 3375 | П'ятницька церква (мур.)                                | к.12 ст.               | вул. Свердлова, 3       |
| 3376 | Катерининська церква (мур.)                             | 1715 р.                | вул. Леніна, 6-а        |
| 3377 | Єлецький монастир (мур.)                                | 11-17 ст.              | вул. Пролетарська, 1    |
| 3378 | Успенський собор (мур.)                                 | 12-17 ст.              | вул. Пролетарська, 1    |
| 3379 | Дзвіниця (мур.)                                         | к.17 ст.               | вул. Пролетарська, 1    |
| 3380 | Північні келії (мур.)                                   | 16-17 ст.              | вул. Пролетарська, 1    |
| 3381 | Східні келії (мур.)                                     | 17 ст.                 | вул. Пролетарська, 1    |
| 3382 | Південно-західні келії (мур.)                           | 17 ст.                 | вул. Пролетарська, 1    |
| 3383 | Мури та брами (мур.)                                    | 17 ст.                 | вул. Пролетарська, 1    |
| 3384 | Будинок Феодосія (дер.)                                 | 1688 р.                | вул. Пролетарська, 1    |
| 3385 | Комплекс споруд Іллінського монастиря (мур.)            | 11-18 ст.              | вул. Г.Успенського, 33  |
| 3386 | Іллінська церква (мур.)                                 | 1069 р.                | вул. Г.Успенського, 33  |
| 3387 | Дзвіниця (зміш.)                                        | 1910 р.                | вул. Г. Успенського, 33 |
| 3388 | Печери, підземні церкви та інші підземні споруди (мур.) | 11-18 ст.              | вул. Г.Успенського, 33  |
| 3389 | Комплекс споруд Троїцького монастиря (мур.)             | 17-18 ст.              | вул. Толстого, 92-Е     |
| 3390 | Троїцький собор (мур.)                                  | 1679-1695 рр.          | вул. Толстого, 92-Е     |
| 3391 | Дзвіниця (мур.)                                         | 1774-1775 рр.          | вул. Толстого, 92-Е     |
| 3392 | Введенська церква (мур.)                                | 1677 р.                | вул. Толстого, 92-Е     |
| 3393 | Північно-східні келії та пекарня (мур.)                 | 1670-i рр.- 1780-i рр. | вул. Толстого, 92-Е     |
| 3394 | Південні келії (мур.)                                   | с.18 ст.               | вул. Толстого, 92-Е     |
| 3395 | Південно-західні келії (мур.)                           | 70-i рр.18 ст.         | вул. Толстого, 92-Е     |
| 3396 | Будинок архієрея (мур.)                                 | 1750 р.                | вул. Толстого, 92-Е     |
| 3397 | Іллінська брама (мур.)                                  | п.18 ст.               | вул. Толстого, 92-Е     |
| 3398 | Мури з брамами та баштами (мур.)                        | к.17-с.18 ст.          | вул. Толстого, 92-Е     |
| 3399 | Будинок губернатора (мур.)                              | 1821 р.                | вул. Горького, 4        |
| 3400 | Будинок архієпископа (мур.)                             | 1780 р.                | вул. Фрунзе, 2          |
| 3401 | Воскресенська церква (мур.)                             | 1772-1799 рр.          | вул. Комсомольська, 36  |
| 3402 | Дзвіниця Воскресенської церкви (мур.)                   | 1772-1799 рр.          | вул. Комсомольська, 36  |

## Бахмацький район
| 3403 | Палац К.Розумовсського (мур.)               | 1799-1803 рр. | м. Батурин, вул. Набережна, 1 |
| 3404 | Воскресенська церква (мурована)             | 1803 р.       | смт. Батурин                  |
| 3405 | Будинок Кочубея (мурований)                 | 17-19 ст.     | смт. Батурин, вул. Леніна, 70 |
| 3406 | Крупицько-Батуринський монастир (мур.)      | 17-19 ст.     | с. Осіч                       |
| 3407 | Дзвіниця (мур.)                             | 1825 р.       | с. Осіч                       |
| 3408 | Спасо-Преображенська трапезна церква (мур.) | 1803-1858 рр. | с. Осіч                       |
| 3409 | Корпус келій (мур.)                         | п.19 ст.      | с. Осіч                       |
| 3410 | Садиба Кочубея (мур.)                       | 18-19 ст.     | с. Тиниця, вул. Матросова, 3  |
| 3411 | Будинок Кочубея (мур.)                      | к.18 ст.      | с. Тиниця, вул. Матросова, 3  |
| 3412 | Парк                                        | к.18 ст.      | с. Тиниця, вул. Матросова, 3  |
| 3413 | Скарбниця (мур.)                            | к.18 ст.      | с. Тиниця, вул. Матросова, 3  |

## Борзнянський район
| 3414 | Троїцька церква (мур.) | 1800 р. | с. Нові Млини |

## Городнянський район
| 3415 | Михайлівська церква (мур.) | 1742 р. | с. Великий Листвен |

## Ічнянський район
| 3416 | Комплек споруд садиби «Качанівка» | 18-19 ст.     | с-ще Качанівка |
| 3417 | Палац (мур.)                      | 1770 р.       | с-ще Качанівка |
| 3418 | Флігель північний (мур.)          | 1770-1824 рр. | с-ще Качанівка |
| 3419 | Флігель південний (мур.)          | 1770-1824 рр. | с-ще Качанівка |
| 3420 | Вежа (мур.)                       | 1866 р.       | с-ще Качанівка |
| 3421 | Служби (мур.)                     | 1830-i рр.    | с-ще Качанівка |
| 3422 | Служби (мур.)                     | 1830-i рр.    | с-ще Качанівка |
| 3423 | Павільйон Глінки (мур.)           | 1830-i рр.    | с-ще Качанівка |
| 3424 | Георгіївська церква (мур.)        | 1828 р.       | с-ще Качанівка |
| 3425 | Господарська будівля (мур.)       | к.19 ст.      | с-ще Качанівка |
| 3426 | Парк                              | 18-19 ст.     | с-ще Качанівка |
| 3427 | Дендропарк                        | 1834-1864 рр. | с. Тростянець  |

## Козелецький район
| 3428 | Собор Різдва Богородиці (мур.)           | 1752-1766 рр. | смт. Козелець, вул. Даневича, 1     |
| 3429 | Дзвіниця собору Різдва Богородиці (мур.) | 1766-1770 рр. | смт. Козелець, вул. Даневича, 1     |
| 3430 | Будинок полкової канцелярії (мур.)       | 1740-1760 рр. | смт. Козелець                       |
| 3431 | Миколаївська церква (мур.)               | 1784 р.       | смт. Козелець, вул. Журавльова, 2-а |
| 3432 | Садиба «Покорщина»                       | с.18 ст.      | смт. Козелець, вул. Свердлова, 41   |
| 3433 | Головний будинок (дер.)                  | с.18 ст.      | смт. Козелець, вул. Свердлова, 41   |
| 3434 | Кам'яниця (мур.)                         | с.18 ст.      | смт. Козелець, вул. Свердлова, 41   |
| 3435 | Флігель (дер.)                           | с.18 ст.      | смт. Козелець, вул. Свердлова, 41   |
| 3436 | Вознесенська церква (мур.)               | 1866-1874 рр. | смт. Козелець, вул. Комсомольська   |
| 3437 | Георгіївська церква (мур.)               | 1770 р.       | с. Данівка                          |
| 3438 | Трьохсвятительська церква (мур.)         | 1755 р.       | с. Лемеші                           |
| 3439 | Комплекс Михайлівської церкви (мур.)     | 1782-1790 рр. | с. Петрівське                       |
| 3440 | Михайлівська церква (мур.)               | 1782-1790 рр. | с. Петрівське                       |
| 3441 | Дзвіниця (мур.)                          | 1782-1790 рр. | с. Петрівське                       |
| 3442 | Огорожа з вежами (мур.)                  | 1782-1790 рр. | с. Петрівське                       |
| 3443 | Юр'їва божниця (мур.)                    | 12 ст.        | с. Старогородка (м. Остер)          |

## Коропський район
| 3444 | Вознесенська церква (мур.)             | 1764 р. | смт. Короп    |
| 3445 | Іллінська церква (мур.)                | 18 ст.  | смт. Короп    |
| 3446 | Палац О.Румянцева-Задунайського (мур.) | 1787 р. | с. Вишеньки   |
| 3447 | Успенська церква (мур.)                | 1787 р. | с. Вишеньки   |
| 3448 | Церква Різдва Богородиці (мур.)        | 1801 р. | с. Оболоння   |
| 3449 | Преображенська церква (мур.)           | 1825 р. | с. Райгородок |

## Корюківський район
| 3450 | Покровська церква (мур.) | 1911-1913 рр. | с. Жукля |

## Менський район
| 3451 | Троїцька церква (мур.)                       | 1839 р.       | с. Бігач      |
| 3452 | Успенська церква (дер.)                      | 1765 р.       | с. Волосківці |
| 3453 | Миколаївська церква (дер.)                   | 1763 р.       | с. Городище   |
| 3454 | Домницький монастир Різдва Богородиці (мур.) | 1800-1806 рр. | с. Домниця    |
| 3455 | Собор Різдва Богородиці (мур.)               | 1800-1806 рр. | с. Домниця    |
| 3456 | Трапезна церква Параскеви П'ятниці (мур.)    | 1800-1806 рр. | с. Домниця    |
| 3457 | Дзвіниця (мур.)                              | 1800-1806 рр. | с. Домниця    |
| 3458 | Покровська церква (дер.)                     | 1896 р.       | с. Дягова     |
| 3459 | Покровська церква (дер.)                     | 1760-i рр.    | с. Синявка    |
| 3460 | Троїцька церква (дер.)                       | 1763 р.       | с. Степанівка |
| 3461 | Андріївська церква (мур.)                    | 1782 р.       | с. Стольне    |

## Ніжинський район
| 3462 | Миколаївський собор (мур.)                | 1658 р.       | м. Ніжин, вул. Батюка, 16         |
| 3463 | Введенський монастир (мур.)               | 18-19 ст.     | м. Ніжин, вул. Авдіївська, 46     |
| 3464 | Введенський собор (мур.)                  | 1778 р.       | м. Ніжин, вул. Авдіївська, 46     |
| 3465 | Дзвіниця (мур.)                           | п.19 ст.      | м. Ніжин, вул. Авдіївська, 46     |
| 3466 | Корпус келій (мур.)                       | с.19 ст.      | м. Ніжин, вул. Авдіївська, 46     |
| 3467 | Комплекс Ніжинського ліцею (мур.)         | 19 ст.        | м. Ніжин, вул. Кропив'янського, 2 |
| 3468 | Ліцей (мур.)                              | 1805-1817 рр. | м. Ніжин, вул. Кропив'янського, 2 |
| 3469 | Будинок служб (мур.)                      | 1806-1826 рр. | м. Ніжин, вул. Кропив'янського, 2 |
| 3470 | Каретня (мур.)                            | 1806-1826 рр. | м. Ніжин, вул. Кропив'янського, 2 |
| 3471 | Стайня (мур.)                             | 1806-1826 рр. | м. Ніжин, вул. Кропив'янського, 2 |
| 3472 | Житловий флігель (мур.)                   | 1806-1826 рр. | м. Ніжин, вул. Кропив'янського, 2 |
| 3473 | Грецька Всіхсвятська церква (мур.)        | 1780-i рр.    | м. Ніжин, вул. Гребінки, 19       |
| 3474 | Грецька Михайлівська церква (мур.)        | 1714-1731 рр. | м. Ніжин, вул. Гребінки, 19       |
| 3475 | Троїцька церква (мур.)                    | 1733 р.       | м. Ніжин, вул. Гребінки, 19       |
| 3476 | Покровська церква (мур.)                  | 1757-1765 рр. | м. Ніжин, вул. Подвойського,23    |
| 3477 | Благовіщенський монастир (мур.)           | 18-19 ст.     | м. Ніжин, вул. С.Яворського,14    |
| 3478 | Благовіщенський собор (мур.)              | 1716 р.       | м. Ніжин, вул. С.Яворського,14    |
| 3479 | Петропавлівська церква з дзвіницею (мур.) | п.19 ст.      | м. Ніжин, вул. С.Яворського,14    |
| 3480 | Корпус ігумена з трапезною (мур.)         | 1817 р.       | м. Ніжин, вул. С.Яворського,14    |
| 3481 | Корпус келій (мур.)                       | 1790 р.       | м. Ніжин, вул. С. Яворського,14   |
| 3482 | Крамниці (мур.)                           | п.19 ст.      | м. Ніжин, вул. С. Яворського,14   |
| 3483 | Церква Іоанна Богослова (мур.)            | 1752 р.       | м. Ніжин, вул. Гоголя, 4          |
| 3484 | Будинок грецького магістрату (мур.)       | 1785 р.       | м. Ніжин, вул. Гребінки, 21       |
| 3485 | Миколаївська церква (мур.)                | 1743 р.       | м. Ніжин, вул. Подвойського, 23-д |
| 3486 | Преображенська церква (мур.)              | 1757 р.       | м. Ніжин, вул. Московська, 14     |
| 3487 | Житловий будинок (мур.)                   | к.18 ст.      | м. Ніжин, вул. Студентська, 2     |
| 3488 | Михайлівська церква (мур.)                | 1805-1835 рр. | с. Безуглівка                     |

## Новгород-Сіверський район
| 3489 | Спасо-Преображенський монастир                    | 14-19 ст.     | м. Новгород-Сіверський, вул. Пушкіна, 1           |
| 3490 | Спасо-Преображенський собор (мур.)                | 1796-1806 рр. | м. Новгород-Сіверський, вул. Пушкіна, 1           |
| 3491 | Надбрамна дзвіниця (мур.)                         | 16-19 ст.     | м. Новгород-Сіверський, вул. Пушкіна, 1           |
| 3492 | Палатний корпус з Петропавлівською церквою (мур.) | 16-17 ст.     | м. Новгород-Сіверський, вул. Пушкіна, 1           |
| 3493 | Покої настоятеля з Іллінською церквою (мур.)      | 16-18 ст.     | м. Новгород-Сіверський, вул. Пушкіна, 1           |
| 3494 | Келії (мур.)                                      | 17 ст.        | м. Новгород-Сіверський, вул. Пушкіна, 1           |
| 3495 | Бурса (мур.)                                      | 1657-1667 рр. | м. Новгород-Сіверський, вул. Пушкіна, 1           |
| 3496 | Мури та башти (мур.)                              | 1699 р.       | м. Новгород-Сіверський, вул. Пушкіна, 1           |
| 3497 | Микільська церква (дер.)                          | 1720 р.       | м. Новгород-Сіверський, вул. Коротченка, 18       |
| 3498 | Успенський собор (мур.)                           | 1671-1715 рр. | м. Новгород-Сіверський, вул. Р.Люксембург, 3      |
| 3499 | Тріумфальна брама мур.)                           | 1786 р.       | м. Новгород-Сіверський, вул. К.Маркса, 34         |
| 3500 | Торгові ряди (мур.)                               | п.19 ст.      | м. Новгород-Сіверський, вул.50-річчя Жовтня, 2, 4 |
| 3501 | Східний корпус торгових рядів (мур.)              | п.19 ст.      | м. Новгород-Сіверський, вул.50-річчя Жовтня, 2    |
| 3502 | Західний корпус торгових рядів (мур.)             | п.19 ст.      | м. Новгород-Сіверський, вул.50-річчя Жовтня, 4    |
| 3503 | Торгові склади (мур.)                             | п.19 ст.      | м. Новгород-Сіверський, вул.50-річчя Жовтня, 5    |
| 3504 | Покровська церква (мур.)                          | 1710 р.       | с. Дігтярівка                                     |

## Прилуцький район
| 3505 | Спасо-Преображенський собор (мур.)            | 1705-1720 рр. | м. Прилуки, вул. Шевченка, 1        |
| 3506 | Полкова скарбниця (мур.)                      | 1708 р.       | м. Прилуки, вул. Орджонікідзе, 25-а |
| 3507 | Миколаївська церква (мур.)                    | 1720 р.       | м. Прилуки, вул. Орджонікідзе,16    |
| 3508 | Церква Різдва Богородиці (мур.)               | 1806 р.       | м. Прилуки, вул. Орджонікідзе,16    |
| 3509 | Густинський монастир                          | 1614-1844 рр. | с. Густиня                          |
| 3510 | Троїцький собор (мур.)                        | 1672 р.       | с. Густиня                          |
| 3511 | Петропавлівська надбрамна церква (мур.)       | 1693-1708 рр. | с. Густиня                          |
| 3512 | Воскресенська трапезна церква (мур.)          | 1695-1844 рр. | с. Густиня                          |
| 3513 | Надбрамна Миколаївська церква-дзвіниця (мур.) | 1693-1708 рр. | с. Густиня                          |
| 3514 | Корпус настоятеля (мур.)                      | 1719 р.       | с. Густиня                          |
| 3515 | Готель (мур.)                                 | 1843 р.       | с. Густиня                          |
| 3516 | Мури та брами (мур.)                          | 17-19 ст.     | с. Густиня                          |
| 3517 | Михайлівська церква (мур.)                    | 18 ст.        | с. Густиня                          |
| 3518 | Преображенська церква (мур.)                  | 1814 р.       | с. Яблунівка                        |
| 3519 | Дзвіниця Преображенської церкви (мур.)        | 1814 р.       | с. Яблунівка                        |

## Ріпкинський район
| 3520 | Кам'яниця Полуботка (мур.)                  | п.18 ст.      | смт. Любеч   |
| 3521 | Спасо-Преображенська церква (мур.)          | 1811-1817 рр. | смт. Любеч   |
| 3522 | Церква Різдва Богородиці з дзвіницею (мур.) | 1786 ст.      | с. Суличівка |

## Срібнянський район
| 3523 | Садибний будинок (мур.)  | 1825-1832 рр. | смт. Дігтярі |
| 3524 | Садиба Галаганів (дер.)  | 1825-1831 рр. | с. Сокиринці |
| 3525 | Палац (мур.)             | 1825-1831 рр. | с. Сокиринці |
| 3526 | Мури та брама (мур.)     | 1825-1831 рр. | с. Сокиринці |
| 3527 | Стайня (мур.)            | 1830-i рр.    | с. Сокиринці |
| 3528 | Альтанка (мур.)          | 1829 р.       | с. Сокиринці |
| 3529 | Південний флігель (мур.) | 1825-1831 рр. | с. Сокиринці |
| 3530 | Північний флігель (мур.) | 1825-1831 рр. | с. Сокиринці |
| 3531 | Оранжерея (мур.)         | 1830-i рр.    | с. Сокиринці |
| 3532 | Місток (мур.)            | с.19 ст.      | с. Сокиринці |
| 3533 | Парк                     | 1825-1835 рр. | с. Сокиринці |

## Чернігівський район
| 3534 | Садиба Лизогуба                                 | 17-19 ст.      | смт. Седнів     |
| 3535 | Кам'яниця (мур.)                                | 1690 р.        | смт. Седнів     |
| 3536 | Альтанка (мур.)                                 | п.19 ст.       | смт. Седнів     |
| 3537 | Парк                                            | п.19 ст.       | смт. Седнів     |
| 3538 | Воскресенська (Різдва Богородиці) церква (мур.) | 1690 р.        | смт. Седнів     |
| 3539 | Георгіївська церква (дер.)                      | 17 ст.,1747 р. | смт. Седнів     |
| 3540 | Троїцька церква (дер.)                          | 1646 р.        | с. Новий Білоус |
| 3541 | Дзвіниця Троїцької церкви (дер.)                | 1739 р.        | с. Новий Білоус |

## Джерело
https://web.archive.org/web/20090123162933/http://ukraina.tourua.com/buildings.html?obl=24